# حسني أدهم جرار
حسني أدهم محمود جرار (1935- 2016 م) أديب وداعية فلسطيني.

## الحياة المُبكّرة
وُلد حسني أدهم عام 1935 في قرية صانور بمحافظة جنين في فلسطين وترعرعَ هناك. درسَ الابتدائية بمدرسة القرية والثانوية بمدرسة جنين الثانوية ثمّ حصلَ على ليسانس في اللغة العربية وآدابها بجامعة بيروت قبل أن يحصلَ على الدبلوم العام في التربية وعلم النفس من جامعة قطر.

## المسيرة المِهنيّة
عملَ حسني جرار مدرسًا في عدد من مدارس الأردن، ثم مدرساً بمدارس الطائف بالحجاز، ثم عمل في وقتٍ لاحقٍ بوزارة التربية والتعليم في قطر. خلال هذه الفترة؛ كان جرار يعملُ مُدرِّسًا لمادة اللغة العربية لغير الناطقين بها ثم عُيّن أمينًا لمكتبة المعهد الديني الثانوي.
بالإضافةِ إلى عمله الوظيفي؛ فقد كانّ حسني جرار عضوًا عاملًا في رابطة الأدب الإسلامي العالمية، وعضوًا بجمعية الحضارة والثقافة الإسلامية بعمان كما حصلَ على عضويّة في اتحاد الكتاب الفلسطينيين بالدوحة وعضو مؤسس بجمعية الخير الخيرية ومندوب لجنة زكاة جنين خارج فلسطين.
ساهمَ حسني أدهم جرار، بعددٍ من المقالات الفكرية والأدبية والتربوية والتاريخية والتي نشرها في عددٍ من الصحف والمجلات كما صدر له كتبٌ أدبية وفكرية ولعلّ أبرزها:
- شعراء الدعوة الإسلامية في العصر الحديث (10 أجزاء)
- أناشيد الدعوة الإسلامية (4 أجزاء)
- شاعرات معاصرات
- الأخوّة والحب في الله
- الدعوة إلى الإسلام: مفاهيم ومنهاج وواجبات
- أعلام الجهاد في فلسطين
- المعارك التاريخية على أرض الشام
- أسرار حملة نابليون على مصر والشام
- جبل النار
- تاريخ وجهاد
- السيرة النبوية: العهد المكي
- السيرة النبوية: العهد المدني
- من سيرة الصحابة
- من سير التابعين

## وفاته
توفي حسني أدهم جرار مساء السبت الموافق لـ 3 كانون الأول/ديسمبر من عام 2016 في مدينة عمان بالأردن. بعد إعلان وفاتهِ مباشرة؛ رثاهُ الاتحاد العالمي لعلماء المسلمين في بيان قال فيه: «فقدتْ الأمّة الإسلامية واحدًا من دعاتها ومربّيها الأفاضل ... الأستاذ حسني جرّار وَإلى جانب عضويته بالاتحاد العالمي لعلماء المسلمين فهو صاحب نشاط دعوي وخيري واسع.»